# Quốc gia cầu vồng

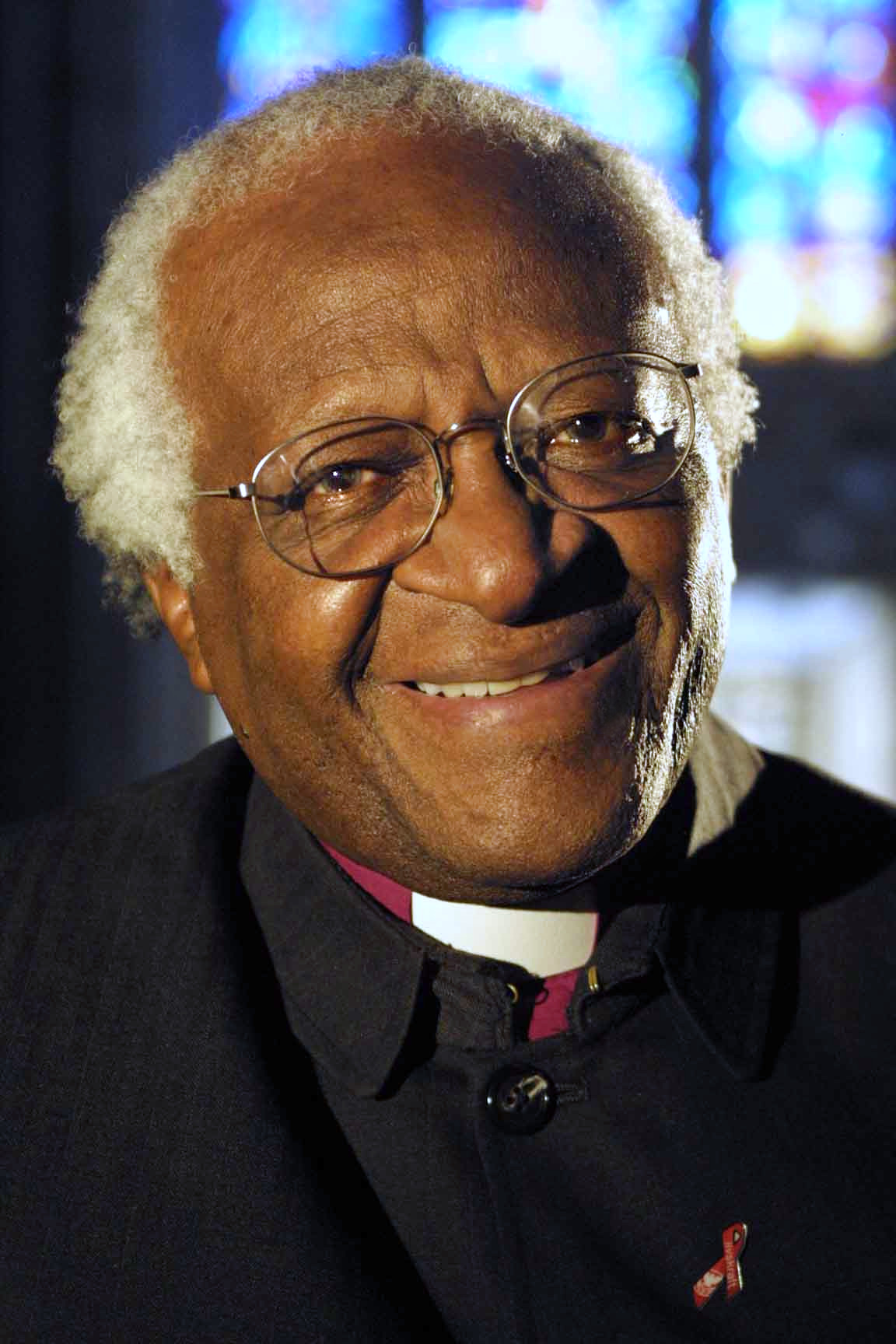
Tổng Giám mục Desmond Tutu, người được cho là đã đặt ra cụm từ Quốc gia cầu vồng

Quốc gia cầu vồng (Tiếng Anh: Rainbow nation) là một thuật ngữ được đặt ra bởi Tổng Giám mục Desmond Tutu miêu tả Cộng hòa Nam Phi thời kì hậu phân biệt chủng tộc, sau cuộc bầu cử dân chủ đầu tiên vào năm 1994.
Cụm từ này được xây dựng bởi Tổng thống Nelson Mandela trong tháng đầu tiên của nhiệm kỳ, khi ông tuyên bố: "Mỗi người trong chúng ta đều gắn bó mật thiết với từng mảnh đất của đất nước xinh đẹp này như những cây jacaranda của Pretoria và cây mimosa của vùng Bushveld - một quốc gia cầu vồng hòa bình với chính bản thân nó và của thế giới."

## Nguồn gốc thuật ngữ

Các cuộc di cư ở Cộng hòa Nam Phi đã hình thành quốc gia cầu vồng hiện đại

## Mối liên hệ với quốc kì Cộng hòa Nam Phi

Quốc kì Cộng hòa Nam Phi